# Holorusia majestica
Holorusia majestica är en tvåvingeart som först beskrevs av Enrico Adelelmo Brunetti 1911.  Holorusia majestica ingår i släktet Holorusia och familjen storharkrankar. Inga underarter finns listade i Catalogue of Life.